# 昆仑锦鸡儿
昆仑锦鸡儿（学名：Caragana polourensis）为豆科锦鸡儿属下的一个种。

## 扩展阅读
- 維基物種上的相關：昆仑锦鸡儿